# Collinsa
Collinsa is een geslacht van vlinders van de familie venstervlekjes (Thyrididae), uit de onderfamilie Siculodinae.

## Soorten
- C. roseopuncta (Warren, 1902)
- C. subscripta (Warren, 1899)